# Phyllocoma speciosa
Phyllocoma speciosa är en snäckart. Phyllocoma speciosa ingår i släktet Phyllocoma och familjen purpursnäckor. Utöver nominatformen finns också underarten P. s. virginalis.